# Betz-le-Château

Betz-le-Château este o comună în departamentul Indre-et-Loire, Franța. În 1 ianuarie 2022 avea o populație de 508 de locuitori.